# Homs
|                       | Jan  | Feb  | Mär  | Apr  | Mai  | Jun  | Jul  | Aug  | Sep  | Okt  | Nov  | Dez  |   |       |
| Mittl. Tagesmax. (°C) | 11,1 | 13,0 | 16,6 | 21,6 | 27,0 | 30,8 | 32,3 | 32,8 | 31,3 | 26,9 | 19,1 | 12,5 | ⌀ | 23    |
| Mittl. Tagesmin. (°C) | 2,8  | 3,3  | 5,6  | 9,2  | 13,0 | 17,1 | 19,8 | 20,1 | 17,5 | 12,7 | 7,0  | 3,8  | ⌀ | 11    |
|                       |      |      |      |      |      |      |      |      |      |      |      |      |   |       |
| Niederschlag (mm)     | 95,1 | 76,5 | 56,4 | 33,3 | 13,0 | 2,6  | 0,2  | 0,0  | 2,4  | 21,1 | 48,1 | 80,7 | Σ | 429,4 |
|                       |      |      |      |      |      |      |      |      |      |      |      |      |   |       |
| Regentage (d)         | 13   | 15   | 10   | 6    | 3    | 0    | 0    | 0    | 1    | 4    | 7    | 11   | Σ | 70    |

| 2,8 |

| 3,3 |

| 5,6 |

| 9,2 |

| 13,0 |

| 17,1 |

| 19,8 |

| 20,1 |

| 17,5 |

| 12,7 |

| 7,0 |

| 3,8 |

| 2,8 |

| 3,3 |

| 5,6 |

| 9,2 |

| 13,0 |

| 17,1 |

| 19,8 |

| 20,1 |

| 17,5 |

| 12,7 |

| 7,0 |

| 3,8 |

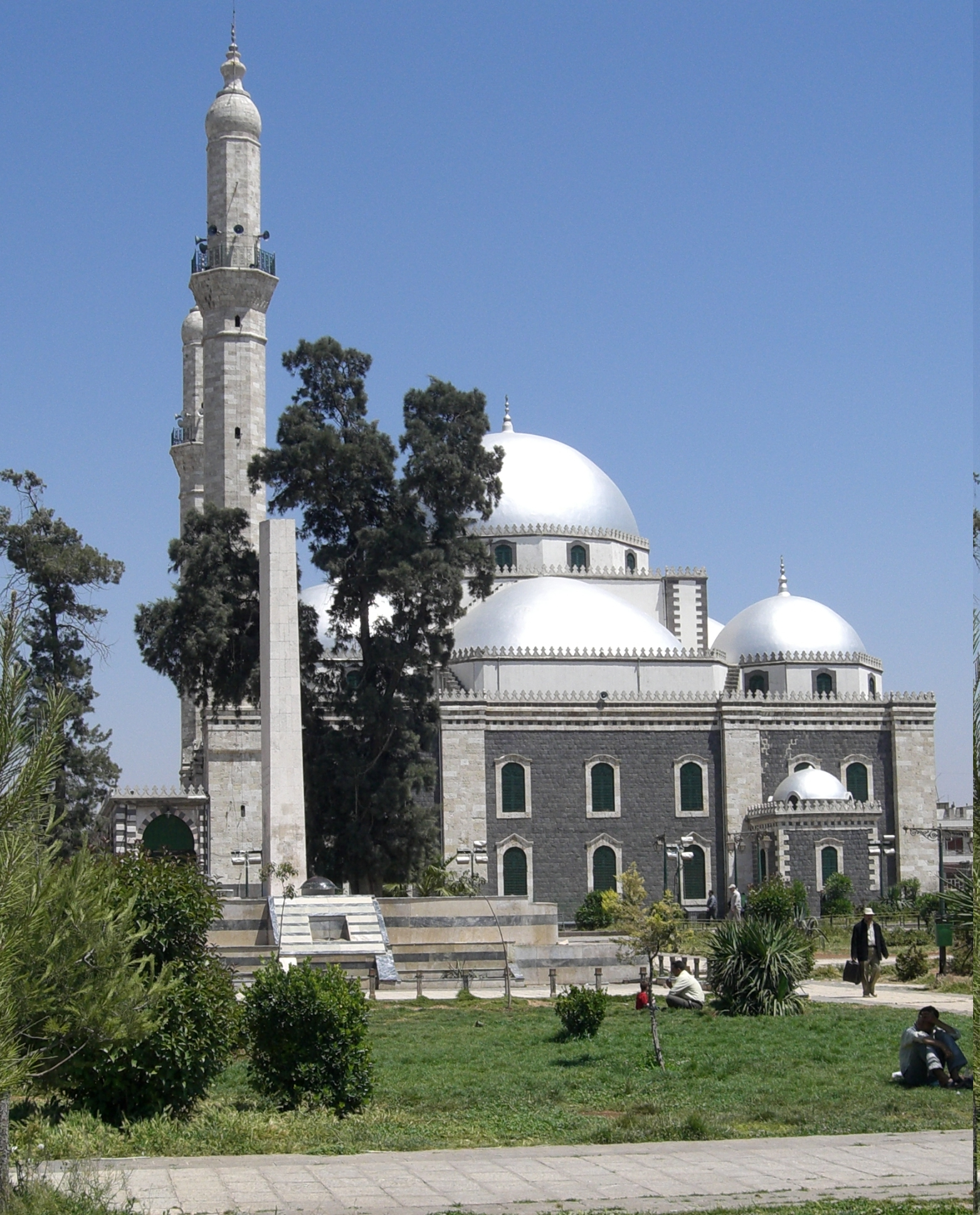
Chalid-ibn-al-Walid-Moschee in Homs (2006)

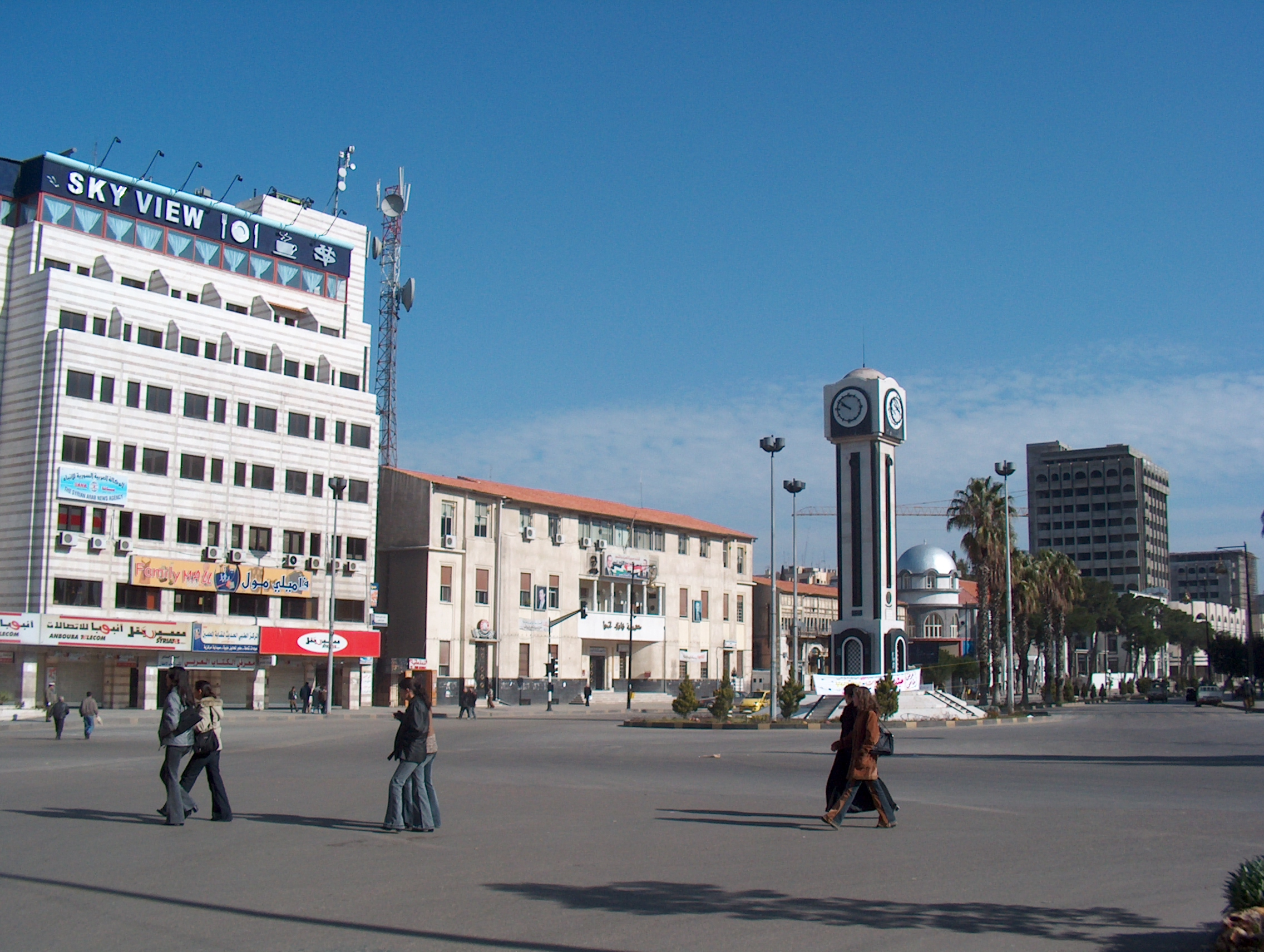
Zum zentralen Platz geweitete Schukri-al-Quwatli-Straße mit Uhrturm (2004)

Homs (syrisch-arabisch حمص, DMG Ḥimṣ [ħɔmsˁ]; in der Antike Emesa oder Emisa, türkisch Humus) ist eine bedeutende Stadt in Syrien und Hauptstadt des Gouvernements Homs. Sie liegt im Westen Syriens im fruchtbaren Tal des Nahr al-Asi (in der Antike Orontes) und ist mit ungefähr einer Million Einwohnern die drittgrößte Stadt des Landes; lediglich Damaskus und Aleppo sind bevölkerungsreicher. Das Klima ist für syrische Verhältnisse mild und feucht. Homs ist stark durch den Bürgerkrieg in Syrien betroffen. Die folgenden Angaben beziehen sich im Wesentlichen auf den Vorkriegsstatus.

## Sehenswürdigkeiten
In Homs befinden sich die Chālid-ibn-al-Walīd-Moschee, in welcher der Feldherr Chālid ibn al-Walīd begraben ist, die Große an-Nuri-Moschee und die wegen ihres hohen Alters berühmte Mariengürtel-Kirche. Von der Zitadelle sind nur einige Überreste erhalten. Zu den Sehenswürdigkeiten gehören ferner weitere Moscheen und Kirchen sowie die historischen Stadttore und die traditionellen Suks. Homs verfügt über eine Universität und eine Ölraffinerie. Außerdem ist Homs ein Verkehrsknotenpunkt und bietet über die von der bedeutenden Burg Krak des Chevaliers gesicherte Senke von Homs Zugang zum Mittelmeer.
Die ins Jahr 432 zurückdatierte Kirche des St. Elian der griechisch-orthodoxen Kirche und die ins Jahr 50 zurückdatierende St.-Marien-Kirche des Heiligen Gürtels der Syrisch-Orthodoxen Kirche werden noch heute genutzt. Die Kathedrale der griechisch-orthodoxen Kirche ist die Vierzig-Märtyrer-Kathedrale von Homs, die im Bürgerkrieg in Syrien schwer beschädigt wurde.

## Bevölkerung
Die heutige Einwohnerzahl ist nicht genau bekannt. Schätzungen reichen von 650.000 bis zu 1.200.000. Für die 1920er Jahre werden 55.000 angegeben, davon 20.000 Christen, für die 1960er Jahre 170.000, mit Vororten 300.000.

## Geschichte

### Antike
Die Besiedlung des Zitadellenhügels reicht bis ins 3. Jahrtausend v. Chr. zurück. In der Bronzezeit war der Hügel kontinuierlich besiedelt. Über die vorgeschichtliche Bevölkerung ist aber wegen unzureichender archäologischer Erforschung sehr wenig bekannt. Bisher ist es nicht gelungen, Emesa mit einer der in altorientalischen Texten genannten Städte zu identifizieren. Nach dem Ende der Bronzezeit fehlen für mehr als ein Jahrtausend archäologische Belege für eine Fortdauer der Besiedlung. Die Erwähnung in erzählenden Quellen setzt erst in der Zeit der Römerherrschaft ein.
Der Name Emesa ist semitischen Ursprungs. Der Geograph Strabon erwähnt ein „Ethnos“ (Volk oder Stamm) der Emesener. Im 1. Jahrhundert v. Chr. stand die Gegend von Emesa unter der Kontrolle arabischer Fürsten („Könige“). Es ist anzunehmen, dass sich die arabische Oberschicht aus eingewanderten Nomadenstämmen rekrutierte, die dort in der Zeit des Seleukidenreichs sesshaft geworden waren. Der erste eindeutig identifizierbare dieser Fürsten ist Sampsigeramos I., der 64 v. Chr. den Seleukidenkönig Antiochos XIII. gefangen nahm und töten ließ und ein gutes Verhältnis zu Pompeius unterhielt. Sein kleines Reich, zu dem auch die Stadt Arethusa (heute Restan oder Rastan) gehörte, war damals offenbar eine ernstzunehmende Regionalmacht. Die Fürsten aus der Familie der Sampsigeramiden waren Vasallen des Römischen Reichs und nahmen an den römischen Bürgerkriegen teil. Den Sohn und Nachfolger Sampsigeramos’ I., Iamblichos I., ließ Marcus Antonius 31 v. Chr. hinrichten. Darauf kam ein Bruder des Iamblichos an die Macht, der mit Marcus Antonius befreundet war und nach dessen Niederlage auf Befehl des siegreichen Octavian, des späteren Kaisers Augustus, hingerichtet wurde. Augustus setzte Iamblichos II., einen Sohn Iamblichos’ I., zum Herrscher ein. Möglicherweise wurde die Stadt Emesa erst um diese Zeit gegründet.
Ebenso wie das 155 km östlich gelegene Palmyra erlebte Emesa in der frühen römischen Kaiserzeit dank seiner Lage an der Karawanenstraße zum Persischen Golf einen wirtschaftlichen und kulturellen Aufschwung. Zur Zeit der Kaiser Nero und Vespasian beteiligte sich der Fürst von Emesa mit einer starken Streitmacht am Krieg gegen die Juden und der Eroberung und Zerstörung Jerusalems 70 n. Chr. Anscheinend hob Kaiser Domitian die Eigenständigkeit Emesas auf und gliederte die Stadt in die römische Provinz Syria ein.
Eine Besonderheit Emesas war der dort verwurzelte Kult des Gottes Elagabal, der erstmals im 1. Jahrhundert n. Chr. bezeugt ist; er war aller Wahrscheinlichkeit nach sehr alt und ging auf die vorarabische Bevölkerung zurück. Ursprünglich war es ein lokaler Berggott; später erhoben ihn seine Anhänger zum Sonnengott und somit zum höchsten aller Götter. Im Zeitraum 138/143 n. Chr. setzt Emesener Münzprägung mit den Symbolen Elagabals ein. Im Zentrum des Elagabal-Kults stand ein riesiger, ungefähr bienenkorbförmiger, höckriger schwarzer Stein (Meteorit?), der in einem prächtigen, berühmten Tempel aufbewahrt wurde (siehe Steinkult).
Die Würde des Oberpriesters war in einer Familie erblich, die wohl von dem alten Fürstengeschlecht von Emesa abstammte. Zu dieser Familie gehörte die römische Kaiserin Julia Domna, die Gemahlin des Septimius Severus (193–211); ihre Söhne waren Kaiser Caracalla (211–217) und dessen zeitweiliger Mitregent Geta. Die jüngere Schwester dieser Kaiserin, Julia Maesa, war die politisch sehr einflussreiche Großmutter der Kaiser Elagabal (218–222) und Severus Alexander (222–235). Im Zeitraum 211–235 wurde das Römische Reich somit von Nachkommen der Elagabal-Priester von Emesa beherrscht (abgesehen von einer Unterbrechung 217–218).
Kaiser Elagabal überführte den heiligen Stein 219 nach Rom und erhob den Elagabal-Kult zur römischen Staatsreligion. Dadurch erhielt die Elagabal-Verehrung kurzzeitig welthistorische Bedeutung. Nach der Ermordung dieses Kaisers (222) wurde der Stein nach Emesa zurückgebracht. Dort blühte der Kult weiterhin.
In der Zeit der Reichskrise des 3. Jahrhunderts war Emesa Ziel persischer Angriffe (siehe Uranius Antoninus). 261 war die Stadt Residenz des römischen Gegenkaisers Quietus. Kaiser Aurelian besiegte 272 bei Emesa das Heer der palmyrenischen Herrscherin Zenobia und begab sich anschließend in den Elagabal-Tempel, um ein Gelübde einzulösen. In der Spätantike ließ Kaiser Diokletian im Jahr 284 in Stadtnähe den Orontes mit einer 2 km langen Staumauer zum See von Homs aufstauen, dem größten römischen Wasserreservoir im Nahen Osten.

### Christliche Zeit
Emesa war schon lange Bischofssitz; der erste namentlich bekannte Bischof starb in der Diokletianischen Verfolgung. Um die Mitte des 4. Jahrhunderts trat Bischof Eusebios von Emesa als theologischer Schriftsteller hervor. Ein prominenter Bischof war auch Nemesios von Emesa, der um 400 das für die Anthropologiegeschichte wichtige Werk Über die Natur des Menschen verfasste. 452 wurde in einem Kloster in der Nähe von Emesa das Haupt Johannes des Täufers aufgefunden, eine Reliquie von sehr hohem Rang. Wohl unter dem Eindruck dieses Ereignisses erlangte das Bistum den Rang eines Metropolitansitzes. Über orthodoxe Metropoliten der Folgezeit ist aber nichts bekannt, denn nach dem Konzil von Chalkedon (451) kam es zur Kirchenspaltung, und die in der Region sehr starken Chalkedon-Gegner (Monophysiten) richteten einen konkurrierenden Metropolitansitz ein. Sie wurden staatlich verfolgt. Als unter den Kaisern Phokas und Herakleios die Perser in ihrem langjährigen Krieg gegen Byzanz zunächst große Erfolge erzielten, konnten sie 609 auch Emesa erobern und bis 628 halten.

### Arabisches Mittelalter und Frühe Neuzeit
Als die Byzantiner nach ihrer Niederlage gegen die Araber in der Entscheidungsschlacht am Jarmuk Syrien räumen mussten, fiel 636 Emesa ohne Widerstand in die Hand der Sieger. Nach einem Bericht, den al-Balādhurī (gest. ca. 892) überliefert, handelte der Kindit as-Simt ibn al-Aswad mit den Bewohnern der Stadt einen Friedensvertrag aus, den Abū ʿUbaida ibn al-Dscharrāh anschließend ratifizierte. As-Simt teilte demnach anschließend die Stadt in Quartiere (ḫiṭaṭ) ein, um die Muslime darin unterzubringen, und ließ diese dann alle die von ihren Bewohnern geräumten und verlassenen Baulichkeiten beziehen. Später fungierte sein Sohn Schurahbīl ibn Simt ungefähr 20 Jahre als Statthalter von Homs. Zahlreiche Prophetengefährten ließen sich in Homs nieder. Durch eine starke Einwanderung von Jemeniten änderten sich die demographischen Verhältnisse nachhaltig. Während des Ersten Bürgerkriegs half Schurahbīl Muʿāwiya ibn Abī Sufyān, die syrischen Araber gegen ʿAlī ibn Abī Tālib zu mobilisieren. Bei der Schlacht von Siffin (657) standen die Einwohner von Homs jedoch auf ʿAlīs Seite. Nach dem Tod von Schurahbīl berief Muʿāwiya den Kinditen Mālik ibn Hubaira zum Statthalter von Homs.
944 wurde die Stadt von Saif ad-Daula eingenommen und kam so unter die Herrschaft der Hamdaniden von Aleppo. 969 eroberte der byzantinische Kaiser Nikephoros II. Phokas Homs, aber als die Byzantiner 973 abzogen, kehrten die Hamdaniden zurück. 995 konnten die Byzantiner unter Kaiser Basileios II. Homs erneut vorübergehend unter ihre Kontrolle bringen. In diesen Kämpfen wurden furchtbare Verwüstungen angerichtet.
Den Kreuzfahrern, die die Stadt La Chamelle nannten, gelang es nie, Homs einzunehmen, vielmehr wurde die Stadt ein wichtiger Stützpunkt ihrer Gegner. Sie war vorzüglich befestigt und verfügte über ausgezeichnete Bewässerungsanlagen, wurde aber 1157 und 1170 durch Erdbeben verwüstet. 1175 eroberte Saladin die Stadt, beließ sie dann aber unter der Kontrolle einer lokalen Dynastie, der Asadis.
Im Verlauf des Mongolensturms wurde Homs 1260 von den Truppen Hülegüs eingenommen. Nach der Vertreibung der Mongolen übernahmen die Mamluken die Macht. 1400 wurde Homs von Timur Lenk eingenommen.
1516 geriet Syrien und damit auch Homs unter die Herrschaft der Osmanen. Die Stadt war seit dem Mittelalter für ihre Weberei und Seidenproduktion bekannt und ist auch in der Moderne ein Zentrum der Textilindustrie geblieben. Sie erlebte aber in der Osmanenzeit einen Niedergang; im späten 18. Jahrhundert soll sie nur noch ein Dorf von etwa 2000 Einwohnern gewesen sein.

### Homs während des Bürgerkrieges

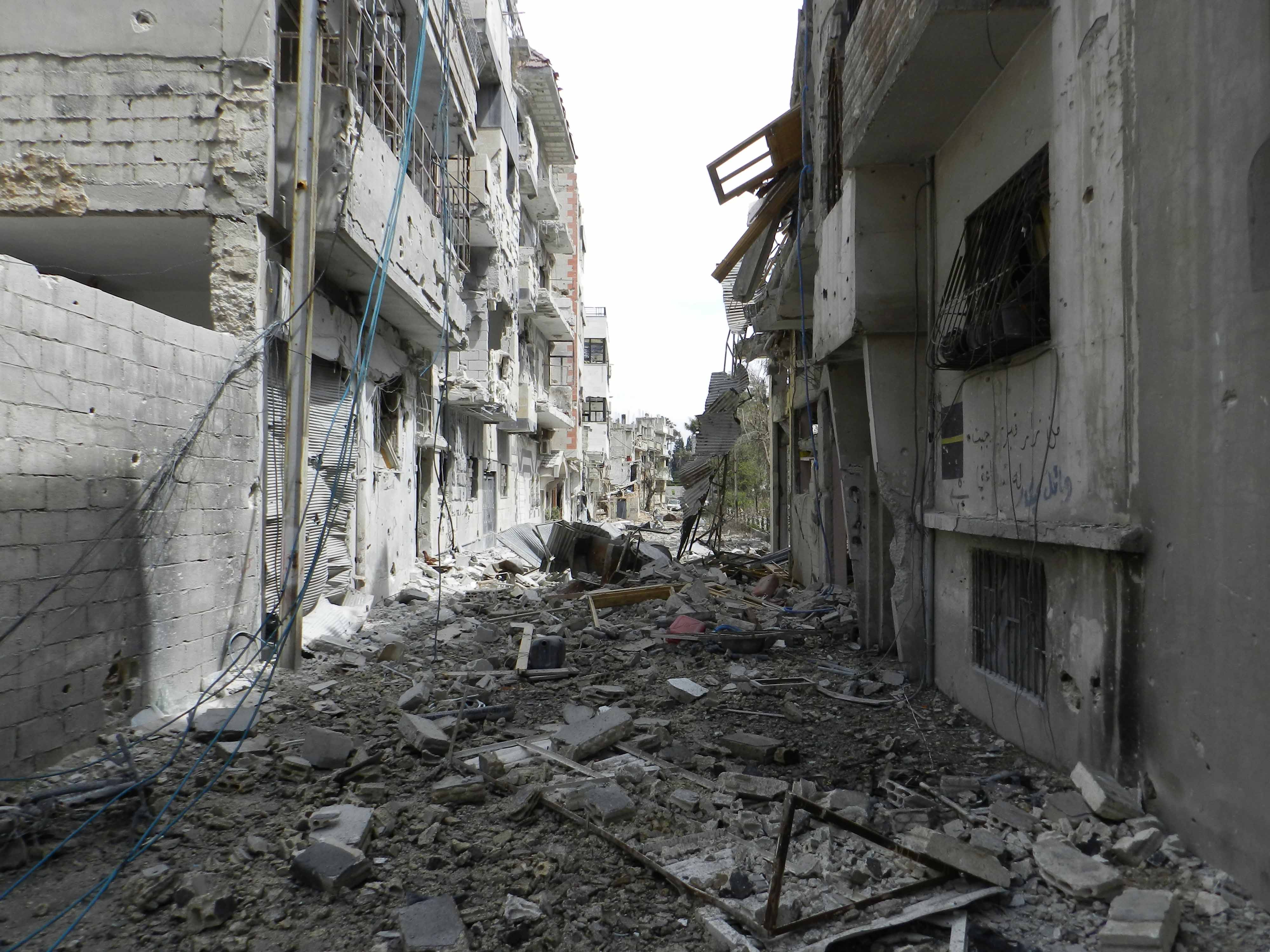
Durch den Bürgerkrieg zerstörte Gebäude in Homs

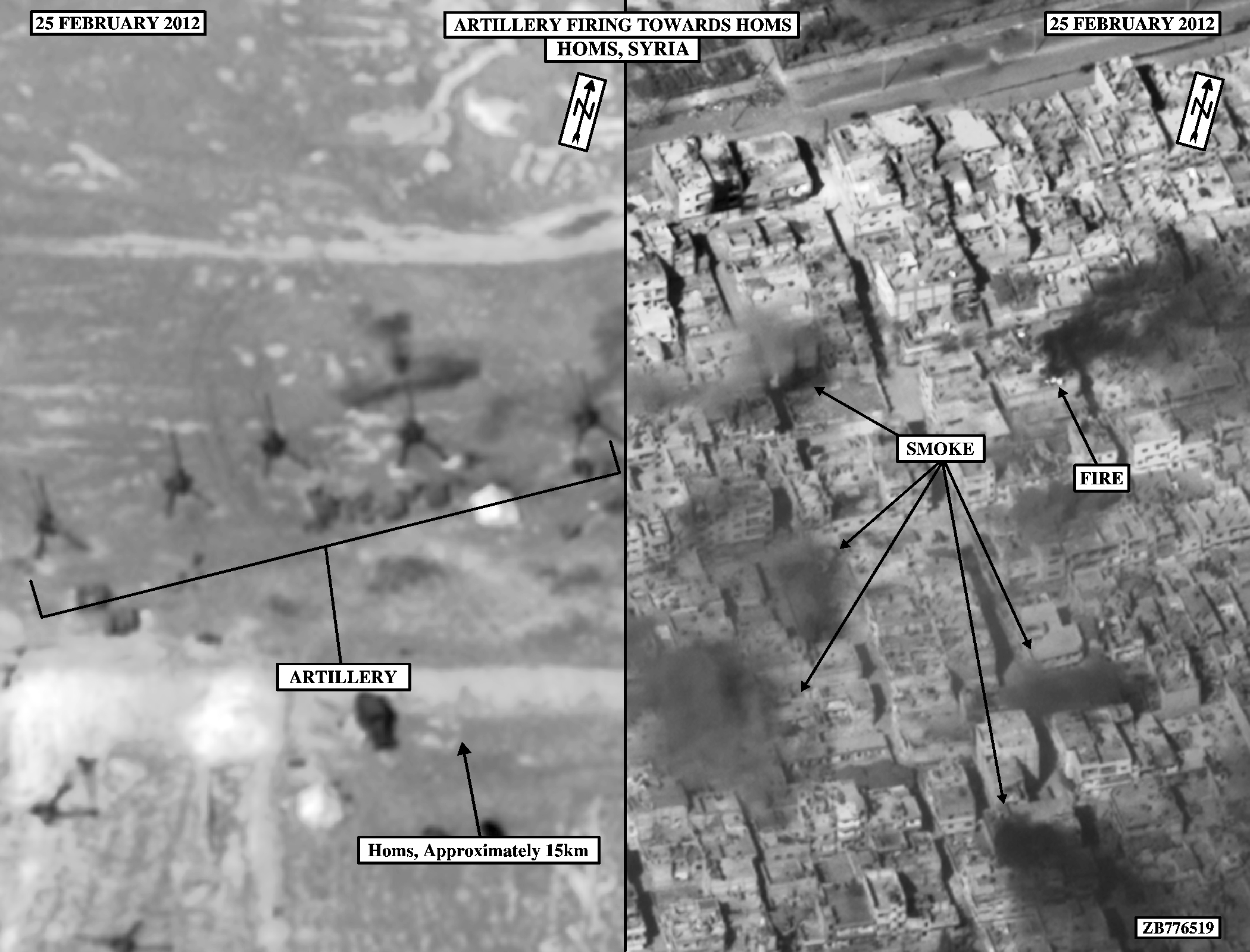
Artilleriefeuer in Homs, 25. Februar 2012

In den Jahren 2011 und 2012 wurde die Protesthochburg Ziel massiver Angriffe der syrischen Armee und der syrischen Geheimdienste, die die Proteste der Opposition gegen die Regierung des Präsidenten Baschar al-Assad zu unterdrücken versucht. Ein Angriff mit Panzern am 3. Februar 2012 kostete laut Oppositionsangaben über 200 Menschen in Homs das Leben. Am 22. Februar 2012 wurden bei einer Bombardierung u. a. die Journalisten Rémi Ochlik und Marie Colvin getötet.
Im April 2012 wurden die Faruq-Brigaden beschuldigt, den Dschizya in den christlichen Vierteln in Homs einzutreiben, eine Extrasteuer für Nicht-Muslime, die unter muslimischer Herrschaft leben. Die Gruppe dementierte dies. Laut dem Institute for the Study of War stammt diese Anschuldigung vermutlich von der Regierung. Nach Berichten der evangelischen Gemeinde griffen am 26. Februar 2012, dem so genannten „Schwarzen Sonntag“, Rebellen mehrere Kirchen in Homs an, darunter die Nationale Evangelische Kirche Homs, deren Dach durch einen Volltreffer mit einer Rakete zerstört wurde. Etwa 50.000 Christen verließen die von den Rebellen besetzten Quartiere der Stadt. Nach Angaben des Fidesdienstes waren Ende März 2012 etwa 1000 von ursprünglich 140.000 Christen in der Stadt verblieben. Nach Berichten griechisch-orthodoxer Christen der Stadt vertrieben die islamistischen Eroberer aus den Faruq-Brigaden nach der Einnahme der christlichen Quartiere al-Hamidiya und Bustan al-Diwan unterschiedslos sämtliche Christen aus ihren dortigen Häusern und beschlagnahmten diese für eigene Zwecke. Jesuiten bestritten, dass dies die Ursache für den Exodus aus Homs gewesen sei. Nicht speziell Christen seien angegriffen worden, diese seien aufgrund des andauernden Konfliktes geflohen. Mitarbeiter von Kirche in Not (ACN) bestätigten dagegen Berichte über die Vertreibung der Christen. Der Jesuitenpater Frans van der Lugt, der beide Seiten, also sowohl die Rebellen als auch die syrische Regierung für ihre Angriffe auf die Rebellenhochburg Homs kritisiert hatte, wurde am 7. April 2014 durch Kopfschuss hingerichtet – vermutlich von Mitgliedern der al-Nusra-Front.
Ende Juni 2013 starteten Regierungstruppen und regierungstreue Milizen eine Offensive, um den Rebellen die Kontrolle über mehrere Stadtteile zu entreißen. Dabei setzten sie Luftwaffe und Artillerie ein, um Schlüsselstellungen von Rebellentruppen zu zerstören.
Die Situation der in Teilen von Homs eingeschlossenen Zivilbevölkerung war Thema der Ende Januar 2014 in Genf abgehaltenen Syrien-Konferenz, bei der erstmals Vertreter der syrischen Regierung und der Syrischen Nationalkoalition direkte Gesprächen geführt hatten. Die Regierung versprach, Hilfsmaßnahmen für die Bevölkerung in den belagerten Stadtteilen zuzulassen. Am 6. Februar 2014 einigten sich schließlich die Bürgerkriegsparteien auf einen dreitägigen „humanitären Waffenstillstand“. Während des Waffenstillstands sollten Frauen, Kinder und ältere Menschen aus Homs evakuiert und Hilfsgüter unter Federführung des UNHCR in die Stadt geliefert werden. Die ersten Zivilisten verließen am 7. Februar 2014 Homs, trotz der gebrochenen Waffenruhe erreichte einen Tag später der erste Hilfskonvoi der Vereinten Nationen die belagerten Stadtteile. Anfang Mai 2014 wurde Homs von Regierungstruppen eingenommen.
Anfang Dezember 2015 wurde das letzte gehaltene Viertel von den Rebellen nach einer Vereinbarung mit der Regierung zum freien Geleit in Rebellengebiete und Einstellung der Angriffe geräumt. Die endgültige Aufgabe der Stadt, die lange Zeit als Hauptstadt der Rebellen galt, wurde in den Medien als verheerender Schlag für die Rebellen betitelt. Im Februar 2016 kehrten die ersten hundert Einwohner wieder in ihre zerstörten Häuser zurück. Am 21. Februar 2016 war ein mehrheitlich von Alawiten bewohnter Stadtteil von Homs das Ziel einer Reihe von Anschlägen. Auch in der Hauptstadt Damaskus kam es am selben Tag zu mehreren Explosionen. In beiden Anschlägen wurden mindestens 140 Menschen getötet. Die Terrororganisation ISIS übernahm die Verantwortung.
Am 22. September 2016 kapitulierten die letzten Rebellenkämpfer in Homs. Regierungstruppen sicherten ihnen und ihren Familien aus dem Stadtteil Al-Waer freies Geleit zu Rebellengebieten im Norden zu. Der Abzug der Kämpfer und ihrer Familien begann am 18. März 2017 und erstreckte sich über mehrere Wochen. Im Dezember 2024 ist die Stadt durch ein Bündnis unterschiedlicher Rebelltruppen erobert worden.

## Söhne und Töchter der Stadt
- Anicetus (um 95–um 163), Bischof von Rom, Heiliger
- Iulius Alexander († um 190), Rebell gegen den römischen Kaiser Commodus
- Julia Domna († 217), zweite Frau des römischen Kaisers Septimius Severus und die Mutter der Kaiser Caracalla und Geta
- Romanos Melodos (um 485–555/562), byzantinischer Dichter
- Riad al-Turk (1930–2024), Demokratieaktivist
- Iwannis Louis Awad (1934–2020), syrisch-katholischer Geistlicher und Apostolischer Exarch von Venezuela
- Hassan Taha (* 1968), syrischer Komponist, Oudspieler und Hornist
- Firas Al Khatib (* 1983), Fußballspieler
- Fadwa al-Bouza (* 1990), Leichtathletin
- Mousa Dagher (* 1991), Basketballschiedsrichter
- Abdul Baset Al-Sarout (1992–2019), Fußballspieler und Widerstandskämpfer